# Grünow, Uckermark
Grünow là một đô thị ở huyện Uckermark, bang Brandenburg, Đức. Đô thị này có diện tích 34,88 km², dân số thời điểm 31 tháng 12 năm 2006 là 982 người.